# Test Drive 5
Test Drive 5 è il quinto capitolo della serie di videogiochi Test Drive. È stato sviluppato da Pitbull Syndicate per Microsoft Windows e Sony Playstation e pubblicato da Accolade nel 1998.

## Modalità di gioco
Gara Completa:
- Gara singola
- Gara a tempo
- Quattro gare
- Gara drag
- Polizia

## Auto
- Dodge Viper '98
- Chevrolet Camaro Z28 SS LT4 '97
- Saleen Mustang S351 '98
- Chevrolet Corvette '98
- Nissan Skyline '98
- TVR Cerbera '98
- Aston Martin V8 Vantage '98
- Jaguar XKR '98
- Pontiac GTO '67
- Dodge Charger '69
- Chevrolet Chevelle 454 L56 '70
- Plymouth Hemi Cuda '71
- Shelby Cobra 4275C '68
- Chevrolet Corvette ZL1 '69
- Chevrolet Camaro ZL1 '69
- Ford Mustang 428CJ '68
- Hot Dog
- Aston Martin Project Vantage '99
- Shelby Series 1 '98
- TVR Speed 12 '98
- Dodge Viper GTS-R '98
- Jaguar XJ220 '94
- Caterham Super 7
- Chris'S Beast
- Caterham 21
- Police TVR Cerbera
- Dodge Charger Daytona '69
- Chevrolet Camaro Hotrod '69
- Ford Mustang Hotrod '68
- Behold The Mighty Maul!
- Fear Factory Wagon
- Ford Mustang GT '98
- Nissan R390 GT-1
- Police Ford Mustang '98
- Police Dodge Charger '69
- Police Chevrolet Camaro '97
- Pitbull Special

## Percorsi
- Mosca, Russia
- Edinburgh, Scozia
- Sydney, Australia
- Blue Ridge Parkway, NC, USA
- Honolulu, Hawaii, USA
- Tokyo, Giappone
- Keswick, UK
- San francisco, CA, USA
- Berna, Svizzera
- Kyoto, Giappone
- Washington, DC, USA
- Monaco di Baviera, Germania
- Jarash Circuit, Giordania
- New Castle Circuit, UK
- Maui Circuit, Hawaii, USA
- Courmayeur Circuit, Italia
- Cheddar Gorge Circuit, UK
- Montego Bay Circuit, Jamaica
- Bez'S Flat Circuit

## Colonna sonora
In Test Drive 5 sono presenti 12 brani di gruppi come Fear Factory, Junkie XL, KMFDM, e Pitchshifter.

## Recensioni PlayStation
- Ufficiale PlayStation Magazine: "Un gioco di corse nella media che promette più di quanto riesca veramente a dare. Ci sono titoli migliori su cui investire i propri guadagni." 6/10
- Next Station: "L'ennesima versione di una serie ormai stravista." 70%